# Leng (brood)
Leng (ook bekend als graanbederf) is het verschijnsel waarbij brood 'verslijmt' en gaat stinken. Wanneer men het brood doorbreekt, ziet men een woekering van micro-organismen die als dunne kleverige draadjes aan elkaar verbonden blijven. In het Engels noemt men dit verschijnsel rope of rope spoilage.
Deze vorm van bederf wordt veroorzaakt door de bacterie Bacillus subtilis, of een daaraan verwante soort zoals Bacillus mesentericus. Dergelijke bacteriën kunnen op natuurlijke wijze aanwezig zijn op het graan en komen via het bloem in het brood terecht. Een besmetting met Bacillus subtilis is moeilijk te bestrijden omdat de endosporen van deze bacterie zeer hittebestendig zijn. De mate waarin leng zich kan ontwikkelen, is afhankelijk van de besmettingsgraad van de bacterie en de omstandigheden waarin het brood wordt bewaard. Hoe hoger de besmettingsgraad in combinatie met warmere omstandigheden, des te sneller zal leng zich ontwikkelen.